# Ramel Curry
Ramel Antwone Curry (nacido el 17 de abril de 1980 en Nueva York) es un exjugador de baloncesto estadounidense cuya mayor parte de carrera profesional se ha desarrollado en distintos clubes de Europa, Asia y Latinoamérica. Con 1,92 metros de altura, ocupaba la posición de escolta.

## Carrera
Luego de su paso por la División I de la NJCAA y por la División II de la NCAA, Curry jugó profesionalmente en ligas menores de los Estados Unidos como la Southwest Basketball League, la American Basketball Association y la National Basketball Development League, haciendo breves incursiones en Venezuela y República Dominicana.
En 2006 experimentó por primera vez el baloncesto europeo, siendo fichado por el Air Scandone Avellino de la Serie A. Asumiendo el rol de anotador, se destacó esa temporada en su equipo, lo que le sirvió para ganar visibilidad ante otros clubes europeos. 
En el Panathiniakos promedió 7,5 puntos y 2,2 rebotes en la HEBA y 6,8 puntos y 2,1 rebotes en la Euroleague.  
Ramel tuvo un promedio en 2014 con el Limoges de 6,6 puntos y 2,5 asistencias en la PRO-A francesa, 7,9 puntos y 2,2 asistencias en la primera fase de la Euroliga y 6,3 puntos y 2,2 rebotes en la Eurocup.
En 2015, La Virtus Roma anuncia el fichaje del jugador. El escolta proviene del Limoges donde ha jugado la primera mitad de la temporada. Este fichaje significa la vuela de Curry al baloncesto transalpino, donde en el pasado jugó en el Pesaro y en el Avellino.